# Khirbet Makkus
Koordinaten: 31° 41′ 8,4″ N, 34° 37′ 44,7″ O

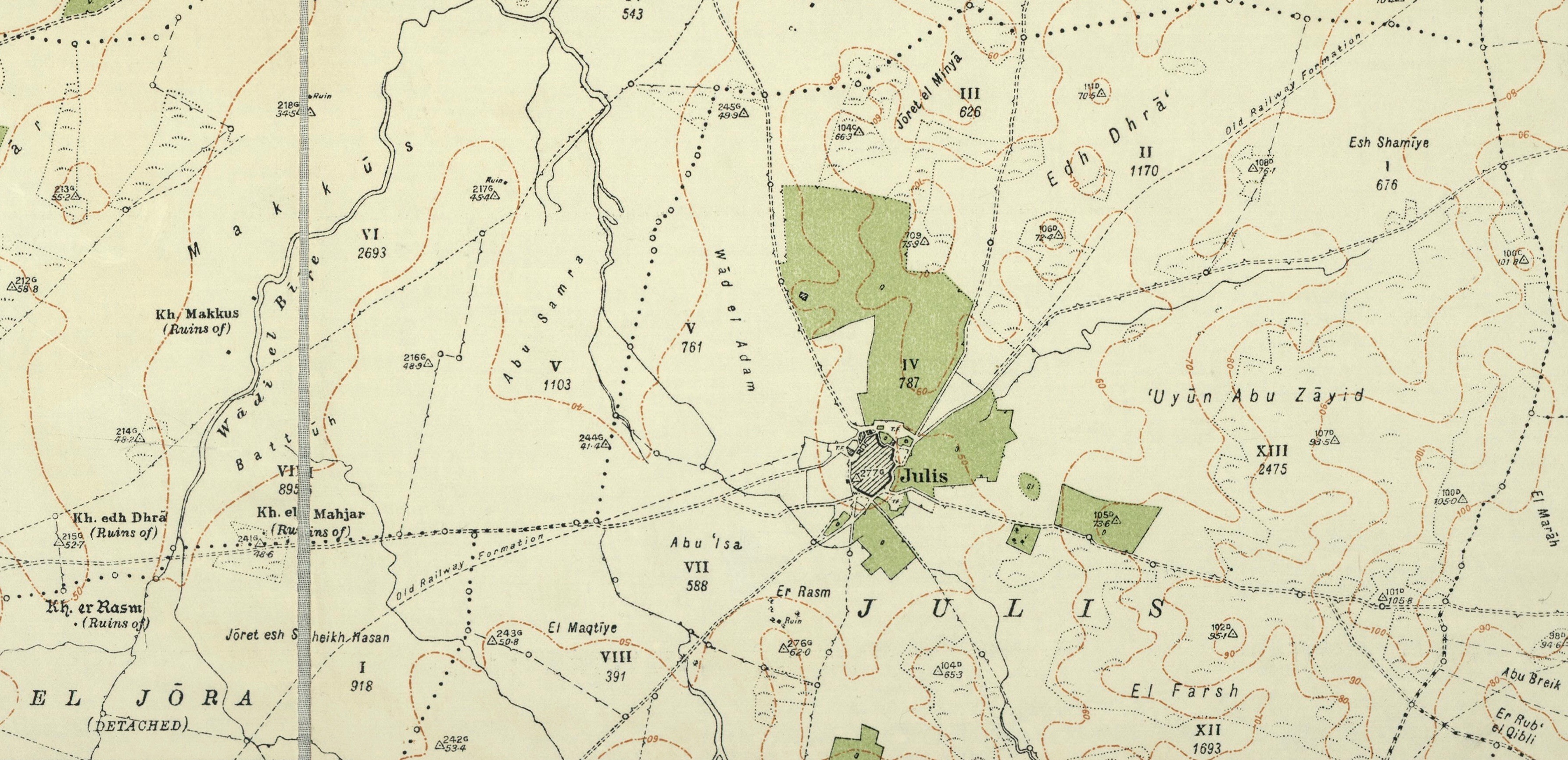
Landkarte der Umgebung Dschulis von 1930 mit Eintrag Kh.[irbet] Makkus (westlich der Kartenfalte, mittig)

Khirbet Makkus (arabisch خربة مكوس, DMG Ḫirbat Makkūs, hebräisch חָרְבַת מוֹכֵס Chårvat Mōches, grammatisch korrekt חָרְבַּת … Chårbat …) ist der Name einer antiken Ruinenstätte. Der Ort liegt nordöstlich von Aschqelon am westlichen Ufer des Nachal ʿEvtach auf dem Land des Moschavs Nir Jisraʾel. Bei einem Survey 1870 wurde die Stätte zuerst beschrieben, dazu wiederholt in späteren Jahren. Eine Ausgrabung fand bisher nicht statt.
Bei einer Durchsicht der Archive des Palestine Exploration Fund (PEF) wurde die Korrespondenz des britischen Offiziers und Mitglied des PEF Victor L. Trumper mit dem Londoner Büro des PEF gefunden. Darin berichtet Trumper vom Brief eines australischen Soldaten, der vom Fund antiker Mosaiken nahe seiner Stellung berichtet. Der Soldat möchte anonym bleiben, da sein vorgesetzter Offizier den Fund nicht veröffentlichen möchte. Gleichzeitig bittet der Soldat darum, dass im Falle einer Ausgrabung das Mosaik nach Australien verbracht werden möge, so wie es z. B. mit dem Mosaik aus Schellal oder Teilen eines Mosaiks aus der Nähe von Jericho, später als Synagoge von Naʿaran identifiziert, geschah.
Nach Auswertung der der Korrespondenz beigelegten Zeichnungen handelt es sich um eine geostete Kirche mit zwei Seitenschiffen, also eine typisch byzantinische Basilika. Die Breite dürfte etwa 16 m betragen haben. Drei griechische Inschriften sind erhalten, davon nur eine vollständig. Aus paläographischen Gründen legt sich eine Datierung der Inschriften in die erste Hälfte des 6. Jahrhunderts nahe. Dem entspricht auch der Ergänzungsversuch, nach dem Bischof Dionysius von Ascalon (zwischen 518 und 536) in einer der Inschriften erwähnt sein könnte.
Offenbar wurden die Mosaiken beim Abzug der Truppen abgedeckt. Bis heute ist aufgrund noch nicht erfolgter Grabungen der genaue Fundort des Gebäudes nicht lokalisiert.